# 天津泰達股份
天津泰達股份有限公司（深交所：000652）是以天津為基地的國有綜合企業，從事交通、能源、高科技、化纖、房地產、服裝、紡織、園藝等業務。公司在1992年成立，前身是天津美綸化纖廠，在1996年於深圳證券交易所上市。

## 連結
- 天津泰達股份有限公司

## 其他
- 天津经济技术开发区
- 天津泰达足球俱乐部